# Pseudispella sulcicollis
Pseudispella sulcicollis es una especie de insecto coleóptero de la familia Chrysomelidae.
Fue descrita científicamente en 1817 por Gyllenhaal.